# Obuškový zákon
Zákonné opatření předsednictva Federálního shromáždění č. 99/1969 Sb. z 22. srpna 1969, o některých přechodných opatřeních nutných k upevnění a ochraně veřejného pořádku nebo lidově obuškový zákon či pendrekový zákon bylo zákonné opatření, které udělovalo mimořádné pravomoci Sboru národní bezpečnosti s deklarovaným cílem zajistit veřejný pořádek a normalizaci poměrů v Československu postiženém invazí vojsk Varšavské smlouvy v srpnu 1968. Bylo reakcí na protiokupační demonstrace.
Zákonné opatření deklarovalo, že vzniká „V zájmu upevnění a ochrany veřejného pořádku, který je v současné době hrubě narušován, zejména ze strany protisocialistických a protispolečenských živlů...“ Ve skutečnosti posloužilo k perzekuci lidí, kteří byli nespokojeni s poměry ve státě a s opouštěním Dubčekovy politiky socialismu s lidskou tváří.
„Obuškový zákon“ nabyl účinnosti dnem vyhlášení 22. srpna a byl platný do 31. prosince 1969. Podepsali jej prezident republiky Ludvík Svoboda,  předseda Federálního shromáždění  Alexander Dubček a předseda federální vlády Oldřich Černík.
V srpnu 1969 bylo vzato do vazby zhruba 2500 lidí. Do konce roku odsoudili samosoudci zákonného opatření 1526 lidí. Ne všichni byli uvězněni, řada trestů byla podmíněných.
Zákonné opatření umožnilo propouštět protestující ze zaměstnání nebo studií a zastavit činnost dobrovolné nebo jiné organizace či jejího orgánu na dobu až tří měsíců, případně je rozpustit. Například počet vysokoškolských studentů klesl kvůli politickým čistkám z téměř 85 000 (studijní rok 1969–1970) o téměř 10 000 (studijní rok 1972–1973).